# Abstenció (vot)
Abstenció és l'acció i efecte de no prendre part en una votació. Segons les circumstàncies i el tipus de vot, pot ser una obligació, una opció, una negligència, una impossibilitat tècnica o senyal d'indiferència.
En assemblees una persona pot abstenir-se quan ni és pro, ni contra una proposició. Certs parlaments no permeten l'abstènció, en aquest cas, l'única opció que queda per a qui no té opinió o no vol prendre part, és l'absència al moment de la votació. En altres circumstàncies l'abstenció és una obligació moral o legal, quan el votant té un conflicte d'interessos (Exemple: Quan un ajuntament vol comprar un terreny que pertany a un membre del consell municipal, aquest membre s'ha d'abstenir). En assemblees d'associacions se sol no votar per si mateix en l'atribució de les funcions de la junta, tot i que no és una obligació.
En eleccions polítques, l'abstènció pot manifestar-se pel vot nul o per l'absència, és a dir, no anar a votar. Certs països tenen el sufragi obligatori i l'absència hi és prohibida i sancionada. En certes monarquies parlementàries, com ara Bèlgica, el rei i la reina dels belgues tenen el dret i l'obligació de vot, però, pel seu deure moral de neutralitat, notifiquen la seva impossibilitat de votar, com ho fan altres ciutadans impedits per raons valables i reconegudes pels tribunals.
L'abstencionisme és el grau de persones que no participen en una votació o sufragi. Sovint se sumen els vots nuls i les abstencions per mesurar el grau d'implicació dels ciutadans. Abans les eleccions, els polítics es trenquen el cap per trobar arguments per reduir el nombre d'abstencions. Després de les eleccions, els analistes se'l trenquen per interpretar el sentit del nombre d'abstencions. El significat de l'abstenció és molt difús, «ja que no se sap per què la persona no ha anat: si és per indiferència, descontent amb el sistema electoral, malaltia, etcètera».